# Celenderis
Celenderis (łac. Diœcesis Celenderitanus) – stolica historycznej diecezji w Cesarstwie Rzymskim (prowincja Izauria), współcześnie w Turcji. Pierwszym wzmiankowanym biskupem tej diecezji był Musonius (IV w.). Od XX w. katolickie biskupstwo tytularne, wakujące od 1964.

## Biskupi tytularni
| Lp. | Biskup                    | Od                | Do               |
| --- | ------------------------- | ----------------- | ---------------- |
| 1   | François-Xavier Vogt CSSp | 25 lipca 1906     | 4 marca 1943     |
| 2   | René Boisguérin MEP       | 10 stycznia 1946  | 11 kwietnia 1946 |
| 3   | Luis Díaz Melo            | 13 listopada 1947 | 26 lutego 1955   |
| 4   | Petras Maželis            | 22 maja 1955      | 14 lutego 1964   |